# Stay With Me Tonight
《Stay With Me Tonight》这张日语单曲为东方神起在日本出道作。于2005年4月27日由rhythm zone公司发行。

单曲内的两首歌都是全新创作的作品。同名主打歌「Stay With Me Tonight」和CW曲「Try My Love」完全展现了他们的歌唱力和合音的魅力。唱片公司更找来曾经为平井坚和Chemistry监制唱片的松尾洁为他们炮制这张出道作。

## 收录内容
CD
1. 《Stay With Me Tonight》
作詞：泽本嘉光, 小山内舞、作曲：羽冈佳、編曲：Maestro-T
2. 《Try My Love》
作詞：和田昌哉, 立田野纯、作曲：和田昌哉, 福山泰史、編曲：福山泰史
3. 《Stay With Me Tonight》 -Less Vocal-
4. 《Try My Love》 -Less Vocal-

DVD
1. 《Stay With Me Tonight》（Video Clip）